# شهرستان وویی (چجیانگ)
شهرستان وویی (به انگلیسی: Wuyi County) یک شهرستان در چین است که در جینهوا واقع شده‌است. شهرستان وویی ۱٬۵۷۷ کیلومتر مربع مساحت و ۳۳۰٬۰۰۰ نفر جمعیت دارد.
سمت شمال و غرب Wuyi توسط کوه احاطه شده است. مهمترین آنها به نام نیوتوشان 1560.2 متر (5119 فوت) ارتفاع دارد.